# Frithjof (Schiff, 1893)
Die Frithjof war das dritte Schiff der Siegfried-Klasse, einer Klasse von acht Küstenpanzerschiffen der Kaiserlichen Marine. Die Schiffe wurden ursprünglich als Panzerschiffe IV. Klasse bezeichnet, jedoch ab 1899 als Küstenpanzerschiffe klassifiziert.

## Bau
Im Februar 1890 erfolgte auf der Bremer Werft AG Weser die Kiellegung des Panzerschiffs IV. Klasse „Q“. Rund 15 Monate später, am 21. Juli 1891, stand der Neubau zum Stapellauf bereit. Dabei wurde er durch den Chef der Marinestation der Nordsee, Vizeadmiral Wilhelm Schröder, auf den Namen des Helden der altnordischen Frithjofssage getauft. Der weitere Ausbau des Schiffs dauerte nochmals 14 Monate. Im November 1892 konnte die Werft mit den ersten Probefahrten beginnen.

## Einsatz

### Friedenszeit
Die Frithjof wurde am 23. Februar 1893 in Wilhelmshaven erstmals in Dienst gestellt. Das Schiff wurde zunächst in der II. Division der Manöverflotte eingesetzt, in der sie die Siegfried ablöste. Im März erfolgte der Abschluss der Probefahrten. Nach den während des Sommers durchgeführten Übungen und Manövern wurde die Frithjof am 1. Oktober zum Stammschiff der neu gebildeten Reserve-Division der Nordsee. Am 1. Februar 1894 übernahm die Beowulf diese Funktion, die Frithjof wurde mit vorübergehend reduzierter Besatzung zum Beischiff der Reserve-Division. Im April wurde die Besatzungszahl wieder auf Sollstärke aufgefüllt, da während des Frühjahrs und Sommers verschiedene Verbandsübungen, teilweise auch gemeinsam mit der Manöverflotte, durchgeführt wurden. Für die Herbstmanöver wurde vorübergehend ein II. Geschwader gebildet, zu dem auch die Frithjof bis zum 29. September gehörte. Nach dem Abschluss der Manöver kehrte das Schiff nach Wilhelmshaven zurück, wo es mit erneut reduzierter Besatzung während des Winters verblieb.
Der Dienst des Jahres 1895 glich weitgehend dem des Vorjahres. Als besonderes Ereignis fand am 21. Juni die Einweihung des Kaiser-Wilhelm-Kanals statt, an der die Frithjof teilnahm. Nach den Herbstmanövern wurde das Schiff am 28. September außer Dienst gestellt. Vom 1. August bis zum 21. September 1896 wurde es wieder aktiviert, um erneut an den Herbstmanövern teilzunehmen.
Da die Beowulf aufgrund einer schweren Maschinenhavarie für längere Zeit an die Werft musste, wurde die Frithjof am 14. November außerplanmäßig durch die Besatzung ihres Schwesterschiffs wieder in Dienst gestellt. Sie übernahm wieder die Funktion des Stammschiffs der Reserve-Division der Nordsee, die sie in den folgenden vier Jahren ausübte. Während dieser Zeit war die Frithjof an den verschiedensten Manövern der Flotte beteiligt. Vom 31. Mai bis zum 11. Juni 1898 unternahm das Schiff gemeinsam mit der Beowulf eine Übungsfahrt in norwegische Gewässer, während der Molde, Ålesund und Stavanger angelaufen wurden. Im Juni 1899 lag die Frithjof längere Zeit in Kopenhagen. Während der Herbstmanöver gehörte das Schiff wieder zum vorübergehend gebildeten II. Geschwader unter dem Kommando von Konteradmiral Paul Hoffmann, das aus sechs Einheiten der Siegfried-Klasse bestand. Am 21. September 1900 endete mit der Außerdienststellung die Zeit als Stammschiff der Reserve-Division der Nordsee.
Im Frühjahr 1902 begann die Kaiserliche Werft Danzig mit dem Umbau der Frithjof, wie dieser auch bei allen anderen Schiffen der Siegfried-Klasse durchgeführt wurde. Dabei wurde das Schiff mittig auseinandergeschnitten und um eine Zwischensektion verlängert. Dadurch konnte besonders der Brennstoffvorrat und damit die Reichweite des Schiffs deutlich vergrößert werden. Außerdem wurde eine neue Kesselanlage eingebaut, ein zweiter Schornstein angebracht sowie Änderungen an der Bewaffnung vorgenommen. Der Umbau kostete rund 2,8 Mio. Mark und wurde bis zum September 1903 abgeschlossen.
Die Frithjof wurde am 29. September 1903 wieder in Dienst gestellt und führte zunächst die üblichen Probefahrten durch. Nach deren Abschluss wurde das Schiff dem nun dauerhaft bestehenden II. Geschwader der Aktiven Schlachtflotte, ab 1907 als Hochseeflotte bezeichnet, zugeteilt. Mit diesem Verband nahm die Frithjof im Juli und August 1904 an einer Reise der Aktiven Schlachtflotte nach den Niederlanden, den Shetlandinseln und Norwegen teil. Nach den Herbstmanövern verließ das Schiff das II. Geschwader und wurde Stammschiff des in Danzig neu gebildeten Reserve-Geschwaders. Im Mai 1905 gehörte die Frithjof ebenso wie die Ägir, das zweite Stammschiff des Reserve-Geschwaders, zum vorübergehend gebildeten Schulverband unter Konteradmiral Hugo Zeye. Mit diesem Verband wurden Übungen vor Rügen und in der mittleren Ostsee durchgeführt. Im Juli wurden an Bord der beiden Küstenpanzerschiffe verschiedene Geräte zur wissenschaftlichen Untersuchung des Wetters erprobt. Im September und Oktober erfolgte eine Teilnahme an den Herbstmanövern. Die Einsätze des Jahres 1906, während dessen die Frithjof auch in der Nordsee unterwegs war, ähnelten denen des Vorjahres.
Im Januar 1907 führten die Frithjof, die Ägir und der als Schulschiff für Maschinenwaffen dienende Kleine Kreuzer Nymphe gemeinsame Übungen in der Danziger Bucht durch. Nach Einzelübungen im Februar und März erfolgte vom 15. April bis zum 4. Mai ein erneuter Einsatz im Verband der Schul- und Versuchsschiffe, der wieder von Konteradmiral Zeye befehligt wurde. In den darauffolgenden Monaten führten die beiden Stammschiffe mehrfach Übungen durch. Während der Herbstmanöver gehörten sie zum vorübergehend gebildeten III. Geschwader. Dabei rammte die Frithjof am 31. August die Nymphe backbord achtern leicht, woraufhin der Kreuzer außer Dienst gestellt und in Danzig repariert werden musste. Die Tätigkeit der Frithjof in den beiden Folgejahren ähnelten der des Jahres 1907 sehr. Im August 1909 wurde das Reserve-Geschwader komplett aktiviert und nahm als III. Geschwader der Reserve-Flotte an den Herbstmanövern teil. Nach deren Abschluss wurde die Frithjof in der Funktion als Stammschiff des Reserve-Geschwaders durch das Linienschiff Kaiser Barbarossa abgelöst und am 15. September außer Dienst gestellt.

### Erster Weltkrieg
Nach dem Ausbruch des Ersten Weltkriegs wurde die Frithjof ebenso wie ihre Schwesterschiffe am 12. August 1914 reaktiviert. Die Küstenpanzerschiffe wurden zum VI. Geschwader unter Konteradmiral Richard Eckermann zusammengefasst und zum Küstenschutz in der Nordsee eingesetzt. Nach Verbandsübungen in der Ostsee verteilten sich die Schiffe des Geschwaders Mitte September auf die verschiedenen Flussmündungen an der deutschen Nordseeküste. Die Frithjof erhielt dabei die Emsmündung als Einsatzgebiet zugeteilt. Das Schiff wurde dort bis Anfang 1916 im Vorposten- und Sicherungsdienst eingesetzt. Am 5. Januar 1916 wurde die Frithjof zunächst nach Kiel überführt und lief fünf Tage später gemeinsam mit der Hildebrand und der Odin nach Danzig weiter. Dort erfolgte am 16. Januar die Außerdienststellung des inzwischen vollkommen veralteten Schiffs.

## Verbleib
Die Frithjof wurde bis Kriegsende in Danzig als Wohnschiff für die Inspektion des Ubootwesens verwendet. Am 17. Juni 1919 wurde das Schiff aus der Liste der Kriegsschiffe gestrichen.
In der Folge kaufte der Hamburger Reeder Arnold Bernstein die Frithjof, ebenso wie auch die Odin und die Ägir. 1923 wurde das Schiff von der Deutschen Werft in Rüstringen zum Motorfrachtschiff umgebaut. Dabei wurden die Aufbauten, die Panzerung, die Maschinen und die wenigen noch vorhandenen Geschütze entfernt. Als Antrieb erhielt das Schiff zwei aus U-Booten stammende Motoren mit jeweils 550 PS. Bis 1930 wurde die Frithjof als Frachtschiff eingesetzt und schließlich in Danzig abgewrackt.
Entsprechend der im Zweiten Flottengesetz festgeschriebenen Lebensdauer von 20 Jahren für Linienschiffe, zu denen in diesem Zusammenhang auch die Küstenpanzerschiffe zählten, war bereits 1910 das Großlinienschiff Oldenburg als Ersatz für die Frithjof vom Stapel gelaufen.

## Kommandanten
| 23. Februar 1893 bis Februar 1894     | Korvettenkapitän Alfred Gruner                                             |
| Februar bis April 1894                | Kapitänleutnant Ludwig Bruch (reduzierte Besatzung)                        |
| April bis Mai 1894                    | Korvettenkapitän August Carl Thiele                                        |
| Mai bis Juni 1894                     | Korvettenkapitän Hans Oelrichs                                             |
| Juni bis Juli 1894                    | Korvettenkapitän Hermann da Fonseca-Wollheim                               |
| Juli bis September 1894               | Korvettenkapitän August Carl Thiele                                        |
| September 1894 bis Februar 1895       | Kapitänleutnant Ludwig Bruch (reduzierte Besatzung)                        |
| März bis Juli 1895                    | Korvettenkapitän Georg Alexander Müller                                    |
| Juli 1895                             | Kapitänleutnant Ludwig Bruch (reduzierte Besatzung)                        |
| August bis 28. September 1895         | Korvettenkapitän Hans Oelrichs                                             |
| 1. August bis 21. September 1896      | Korvettenkapitän Carl Derzewski                                            |
| 14. November 1896 bis September 1897  | Korvettenkapitän August von Heeringen                                      |
| Oktober 1897 bis Oktober 1898         | Korvettenkapitän / Korvettenkapitän mit Oberstleutnantsrang Alfred Ehrlich |
| Oktober 1898 bis September 1899       | Korvettenkapitän Eugen Kalau vom Hofe                                      |
| Oktober 1899 bis 29. September 1900   | Korvettenkapitän / Fregattenkapitän Wilhelm Gildemeister                   |
| 29. September 1903 bis Oktober 1904   | Korvettenkapitän / Fregattenkapitän Johannes Recke                         |
| Oktober 1904 bis September 1905       | Korvettenkapitän / Fregattenkapitän Bossart                                |
| September 1905 bis Mai 1906           | Korvettenkapitän Max Witschel                                              |
| Mai 1906 bis Oktober 1907             | Korvettenkapitän Siegfried von Jachmann                                    |
| Oktober 1907 bis September 1908       | Korvettenkapitän Carl Hollweg                                              |
| September 1908 bis 15. September 1909 | Korvettenkapitän / Fregattenkapitän Ferdinand Bertram                      |
| 12. August 1914 bis Oktober 1915      | Fregattenkapitän Johann von Lessel                                         |
| Oktober bis November 1915             | Korvettenkapitän Hermann Samuelson (in Vertretung)                         |
| November 1915 bis 16. Januar 1916     | Kapitän zur See Paul Fischer                                               |